# Ernő Schubert
Ernő Schubert (4 lipca 1881 w Budapeszcie, zm 9 lutego 1931 w Budapeszcie) – węgierski lekkoatleta specjalizujący się w biegach krótkich.
Reprezentował barwy klubu MUE Budapeszt. Był jednym z najlepszych europejskich sprinterów w pierwszej dekadzie XX wieku. W wieku 17 lat wygrał mistrzostwa Węgier w biegu na 100 jardów oraz w skoku w dal. W swojej karierze nie tylko dobrze spisał się na Węgrzech, ale także zdobył kilka ważnych tytułów w Austrii i Czechach. W 1900 na igrzyskach olimpijskich w Paryżu startował w biegu na 100 m i skoku w dal. W skoku w dal zajął 9. miejsce natomiast w biegu na 100 m odpadł zajmując 3. miejsce. W 1908 roku startował na igrzyskach olimpijskich w Londynie na 100 i 200 metrów jednak został zdyskwalifikowany. Po zakończeniu kariery pracował jako urzędnik w Budapeszcie.